# Романидис, Иоаннис
Иоа́ннис Са́ввас Романи́дис (греч. Ιωάννης Σάββας Ρωμανίδης, также Джон Романи́дес, англ. John Romanides; 2 марта 1927, Пирей — 1 ноября 2001, Афины) — греко-американский православный богослов и священник, оказавший заметное влияние на послевоенное греческое православное богословие.

## Биография
Родился 2 марта 1927 года в Пирее, в Греции. Когда мальчику было всего два месяца, его родители эмигрировали в США. Он вырос на Манхэттене, на 46-й улице между 2-й и 3-й авеню.
Окончил Греческий колледж в Бруклайне, штат Массачусетс. После окончания Йельской школы богословия он получил степень доктора философии в Афинском университете.
В 1951 году был хиротонисан во пресвитера и с тех пор служит пастором в различных приходах США.
С 1958 по 1965 год был профессором Богословской семинарии Святого Креста, штат Массачусетс, но ушел в отставку в 1965 году, протестуя против исключения Георгия Флоровского из школы.
12 июня 1968 года он был назначен ординарным профессором догматического богословия в Университете Аристотеля в Салониках, но не был назначен, поскольку его обвинили в коммунизме. Назначение состоялось лишь в 1970 году.
С 1970 года был приглашённым профессором богословия в Баламандской богословской школе в Ливане.
Он был «кандидатом от крайне правых на парламентских выборах 1977 года в Греции».
В 1984 году по личным причинам он ушел в отставку с со всех должностей в Университете Аристотеля в Салониках.
Скончался 1 ноября 2001 года в Афинах.

## Богословие
Романидис принадлежал к «богословскому поколению 1960-х годов», которое выступало за «возвращение к Отцам» и привело к «острой поляризации раскола между Востоком и Западом и культивированию антизападных, антиэкуменических настроений». По мнению Калайдзидиса, его ранние богословские интересы отличаются «широтой и открытостью» (wide and broad-minded), но «сузились» с публикацией Ромиозини в 1975 году, который постулирует абсолютный разрыв между Восточными Церквами и Западной Церковью: «отныне Запад полностью демонизируется и объявляется ответственным за все несчастья Православной Церкви», как богословские, так и исторические/национальные.
Романидис внес много догадок, в том числе спорных, касающихся культурных и религиозных различий между восточным и западным христианством. Согласно Романидису, эти расхождения повлияли на то, как христианство развивалось и проживалось в христианских культурах Востока и Запада. Согласно Романидису, эти расхождения были вызваны влиянием франков, которые в культурном отношении сильно отличались от римлян.
Его богословские труды подчеркивают эмпирическую (оптытную) основу богословия, называемую теорией (theoria) или видением Бога (в противоположность рациональному или аргументированному пониманию теории), как сущность православного богословия, отделяя его «от всех других религий и традиций», особенно от доминирующей во Франках западной Церкви, которая исказила этот истинный духовный путь. Интенсивно изучая труды византийского богослова XIV века святителя Григория Паламы, он утверждал, что религия тождественна болезни, а так Иисусова молитва в её исихастской трактовке является как лекарством от этой болезни, так и ядром христианской традиции:

Руководство Римской империи пришло к пониманию того, что религия — это болезнь, лечение которой было сердцем и ядром христианской традиции, которую они преследовали. […] Именно это излечение от фантазий и есть ядро православной традиции. Эти фантазии возникают из-за короткого замыкания между нервной системой, сосредоточенной в мозге, и системой крови, сосредоточенной в сердце. Лекарство от этого короткого замыкания — ноэтическая молитва (noera proseuche), которая действует в тандеме с рациональной или интеллектуальной молитвой мозга, освобождающей человека от фантазий, которые дьявол использует для порабощения своих жертв. Примечание: Мы всё ещё ищем у Отцов термин «Иисусова молитва». Мы были бы очень признательны, если бы кто-нибудь мог придумать святоотеческую цитату на греческом языке.
Оригинальный текст (англ.)The leadership of the Roman Empire had come to realize that religion is a sickness whose cure was the heart and core of the Christian tradition they had been persecuting. […] This very cure of fantasies is the core of the Orthodox tradition. These fantasies arise from a short circuit between the nervous system centered in the brain and the blood system centered in the heart. The cure of this short circuit is noetic prayer (noera proseuche) which functions in tandem with rational or intellectual prayer of the brain which frees one from fantasies which the devil uses to enslave his victims. Note: We are still searching the Fathers for the term 'Jesus prayer'. We would very much appreciate it if someone could come up with a patristic quote in Greek.

Его исследования по догматическому богословию привели его к выводу о тесной связи между доктринальными различиями и историческими событиями. Таким образом, в последние годы своей жизни он сосредоточился на исторических исследованиях, в основном средних веков, но также и 18-го и 19-го веков.

### Критика в адрес Августина
Романидис видит в святом Августине великого антагониста православной мысли. Романидис утверждает, что, хотя он и был святым, Августин не имел теории. Многие из его теологических выводов, по мнению Романидиса, по-видимому, не исходят из переживания Бога и писания о его переживаниях Бога; скорее, они кажутся результатом философских или логических спекуляций и предположений. Следовательно, хотя Августин почитается как святой, но, согласно Романидису, не может считаться богословом в православной церкви.
Романидис отвергает римско-католическое учение о первородном грехе. Православные богословы прослеживают эту позицию, уходящую своими корнями в труды святого Августина. Восточное православие, дохалкидонские церкви, Ассирийская церковь Востока и Восточный католицизм, которые в западной науке объединяются в понятие Восточное христианство, полагают, что введение греха предков в человеческий род повлияло на последующую среду для человечества, но никогда не принимали августинианского понятия первородного греха и наследственной вины. Он утверждает, что первородный грех не имеет характера личной вины ни у одного из потомков Адама.
Иоаннис Романидис наряду с Георгием Пападимитриу утверждал, что некоторые учения Августина были фактически осуждены как учения Варлаама Калабрийского на Исихастском или Пятом Константинопольском соборе 1351 года. Именно видение или откровение Бога (теория) дает человеку знание о Боге. Теория, (созерцание), как указывает Иоанн Кассиан, означающее ви́дение Бога, тесно связана с теозисом (обожением).

### Учение о рае и аде
Согласно Романидису, теологическая концепция ада, или вечного проклятия, выражается по-разному в Восточном и Западном христианстве. По словам Иоанна Романида, «франкское [то есть западное] понимание рая и ада» «чуждо православной традиции».
Согласно Романидису, Православная церковь учит, что и рай, и ад находятся в присутствии Бога, то есть пребывают с Богом и видят Бога, и что нет такого места, где Бога нет, и Ад не преподаётся на Востоке как отделение от Бога. Одним из выражений восточного учения является то, что ад и рай находятся в присутствии Бога, поскольку это присутствие является наказанием и раем в зависимости от духовного состояния человека в этом присутствии. Для того, кто ненавидит Бога, быть в присутствии Бога вечно было бы величайшим страданием. Аристотель Папаниколау и Элизабет Продрому писали в своей книге «Размышление через веру: новые взгляды ортодоксальных христианских ученых», что для православных богословские символы рая и ада не грубо понимаются как пространственные направления, а скорее относятся к опыту присутствия Бога в соответствии с двумя различными модусами.
Спасённые и проклятые испытают Божий свет, Фаворский свет. Однако спасённые испытают этот свет как Рай, в то время как проклятые испытают его как Ад. Теории, явно отождествляющие Ад с переживанием божественного света, могут восходить к Феофану Никейскому. По словам Иоанна Полемиса, Феофан верил, что для грешников «божественный свет будет восприниматься как карающий огонь ада». По словам Иоанна Полемиса, выдающийся православный богослов Григорий Палама не верил, что грешники испытают божественный свет: «В отличие от Феофана, Палама не верил, что грешники могут испытать божественный свет […] Нигде в своих работах Палама, по-видимому, не принимает точку зрения Феофана о том, что свет Фавора тождественен огню ада.»

### Обожение
Практика аскетической молитвы, называемая исихазмом в Православной церкви, сосредоточена на просвещении, обожении (теозисе) человека. Теозис также называют «прославлением», «единением с Богом», «становлением богом по Благодати», «самореализацией», «обретением Святого Духа», «переживанием нетварного света» (Фаворский свет). Теозис (по-гречески «делание божественным», «обожение», «примирение», «союз с Богом» и «прославление»)) выражается как «Бытие, союз с Богом» и наличие отношений или синергии между Богом и человеком. Бог есть Небо, Бог есть Царство Небесное, нетварное есть то, что бесконечно и бесконечно, слава к славе. Поскольку эта синергия или союз не имеет слияния, она основана на свободной воле, а не на непреодолимости божественного (то есть монофизита). Поскольку Бог трансцендентен (непостижим в усии, сущности или бытии), Запад чрезмерно подчеркивает свою точку зрения с помощью логических аргументов, что Бог не может быть испытан в этой жизни.
Согласно Иоанну Романидису, вслед за Владимиром Лосским в его толковании святого Григория Паламы, учение о том, что Бог трансцендентен (непостижим в усии, сущности или бытии), привело на Западе к (неправильному) пониманию того, что Бога нельзя постичь в этой жизни. Романидис утверждает, что западное богословие больше зависит от логики и разума, кульминацией которого является схоластика, используемая для подтверждения истины и существования Бога, а не для установления отношений с Богом (теозис и теори́я)

## Цитаты
1. ↑  Metropolitan Hierotheos Vlachos: "The vision of the uncreated light, which offers knowledge of God to man, is sensory and supra-sensory. The bodily eyes are reshaped, so they see the uncreated light, 'this mysterious light, inaccessible, immaterial, uncreated, deifying, eternal', this 'radiance of the Divine Nature, this glory of the divinity, this beauty of the heavenly kingdom' (3,1,22;CWS p.80). Palamas asks: 'Do you see that light is inaccessible to senses which are not transformed by the Spirit?' (2,3,22). St. Maximus, whose teaching is cited by St. Gregory, says that the Apostles saw the uncreated Light 'by a transformation of the activity of their senses, produced in them by the Spirit' (2.3.22)."[7]
2. ↑  "Romanidian theology"[5] prefers греч. νοερά προσευχή: греч. «χρησιμοποιούμεν τους όρους 'νοερά ενέργεια' και 'νοερά προσευχή'».[9][subnote 1]
3. ↑  "A basic characteristic of the Frankish scholastic method, mislead by Augustinian Platonism and Thomistic Aristotelianism, had been its naive confidence in the objective existence of things rationally speculated about. By following Augustine, the Franks substituted the patristic concern for spiritual observation, (which they had found firmly established in Gaul when they first conquered the area) with a fascination for metaphysics. They did not suspect that such speculations had foundations neither in created nor in spiritual reality. No one would today accept as true what is not empirically observable, or at least verifiable by inference, from an attested effect. So it is with patristic theology. Dialectical speculation about God and the Incarnation as such are rejected. Only those things which can be tested by the experience of the grace of God in the heart are to be accepted. 'Be not carried about by divers and strange teachings. For it is good that the heart be confirmed by grace', a passage from Hebrews 13.9, quoted by the Fathers to this effect."[11] [Emphasis added.]
4. ↑  "The Latins' weakness to comprehend and failure to express the dogma of the Trinity shows the non-existence of empirical theology. The three disciples of Christ (Peter, James and John) beheld the glory of Christ on Mount Tabor; they heard at once the voice of the Father: 'this is my beloved Son' and saw the coming of the Holy Spirit in a cloud — for, the cloud is the presence of the Holy Spirit, as St. Gregory Palamas says —. Thus the disciples of Christ acquired the knowledge of the Triune God in theoria (vision) and by revelation. It was revealed to them that God is one essence in three hypostases. This is what St. Symeon the New Theologian teaches. In his poems he proclaims over and over that while beholding the uncreated Light, the deified man acquires the Revelation of God the Trinity. Being in 'theoria' (vision of God), the Saints do not confuse the hypostatic attributes. The fact that the Latin tradition came to the point of confusing these hypostatic attributes and teach that the Holy Spirit proceeds from the Son also, shows the non-existence of empirical theology for them. Latin tradition speaks also of created grace, a fact which suggests that there is no experience of the grace of God. For, when man obtains the experience of God, then he comes to understand well that this grace is uncreated. Without this experience there can be no genuine 'therapeutic tradition'."[16]
5. ↑  "Theoria: Theoria is the vision of the glory of God. Theoria is identified with the vision of the uncreated Light, the uncreated energy of God, with the union of man with God, with man's theosis (see note below). Thus, theoria, vision and theosis are closely connected. Theoria has various degrees. There is illumination, vision of God, and constant vision (for hours, days, weeks, even months). Noetic prayer is the first stage of theoria. Theoretical man is one who is at this stage. In Patristic theology, the theoretical man is characterised as the shepherd of the sheep."[16]
6. ↑  Romanides: "Having reached this point, we will turn our attention to those aspects of differences between Roman and Frankish theologies which have had a strong impact on the development of difference is the doctrine of the Church. The basic difference may be listed under diagnosis of spiritual ills and their therapy.

Glorification is the vision of God in which the equality of all men and the absolute value of each man is experienced. God loves all men equally and indiscriminately, regardless of even their moral statues. God loves with the same love, both the saint and the devil. To teach otherwise, as Augustine and the Franks did, would be adequate proof that they did not have the slightest idea of what glorification was.

God multiplies and divides himself in His uncreated energies undividedly among divided things, so that He is both present by act and absent by nature to each individual creature and everywhere present and absent at the same time. This is the fundamental mystery of the presence of God to His creatures and shows that universals do not exist in God and are, therefore, not part of the state of illumination as in the Augustinian tradition.

God himself is both heaven and hell, reward and punishment. All men have been created to see God unceasingly in His uncreated glory. Whether God will be for each man heaven or hell, reward or punishment, depends on man's response to God's love and on man's transformation from the state of selfish and self-centered love, to Godlike love which does not seek its own ends.

One can see how the Frankish understanding of heaven and hell, poetically described by Dante, John Milton, and James Joyce, are so foreign to the Orthodox tradition. This is another of the reasons why the so-called humanism of some East Romans (those who united with the Frankish papacy) was a serious regression and not an advance in culture.

Since all men will see God, no religion can claim for itself the power to send people either to heaven or to hell. This means that true spiritual fathers prepare their spiritual charges so that vision of God's glory will be heaven, and not hell, reward and not punishment. The primary purpose of Orthodox Christianity then, is to prepare its members for an experience which every human being will sooner or later have."[11] [Emphasis added.]
7. ↑  "Man has a malfunctioning or non-functioning noetic faculty in the heart, and it is the task especially of the clergy to apply the cure of unceasing memory of God, otherwise called unceasing prayer or illumination."[11] "Those who have selfless love and are friends of God see God 'in light - divine darkness', while the selfish and impure see God the judge as 'fire - darkness'."[19]
8. ↑  "Hesychasm, then, which is centered on the enlightenment or deification (θέωσις, or theosis, in Greek) of man, perfectly encapsulates the soteriological principles and full scope of the spiritual life of the Eastern Church. As Bishop Auxentios of Photiki writes: '[W]e must understand the Hesychastic notions of 'theosis' and the vision of Uncreated Light, the vision of God, in the context of human salvation. Thus, according to St. Nicodemos the Hagiorite (†1809): 'Know that if your mind is not deified by the Holy Spirit, it is impossible for you to be saved.'' Before looking in detail at what it was that St. Gregory Palamas' opponents found objectionable in his Hesychastic theology and practices, let us briefly examine the history of the Hesychastic Controversy proper."[24]
9. ↑  "14. Orthodox Fathers of the Church are those who practice the specific Old and New Testament cure of this sickness of religion. Those who do not practice this cure, but on the contrary have introduced such practices as pagan mysticism, are not Fathers within this tradition. Orthodox Theology is not 'mystical', but 'secret' (mystike). The reason for this name 'Secret' is that the glory of God in the experience of glorification (theosis) has no similarity whatsoever with anything created. On the contrary the Augustinians imagine that they are being united with uncreated original ideas of God of which creatures are supposedly copies and which simply do not exist."[10]
10. ↑  "The three disciples of Christ (Peter, James and John) beheld the glory of Christ on Mount Tabor […]. Theosis-Divinisation: It is the participation in the uncreated grace of God. Theosis is identified and connected with the theoria (vision) of the uncreated Light (see note above). It is called theosis in grace because it is attained through the energy of the divine grace. It is a co-operation of God with man, since God is He Who operates and man is he who co-operates."[16]
11. ↑  "2. The leadership of the Roman Empire had come to realize that religion is a sickness whose cure was the heart and core of the Christian tradition they had been persecuting. These astute Roman leaders changed their policy having realized that this cure should be accepted by as many Roman citizens as possible. Led by Constantine the Great, Roman leaders adopted this cure in exactly the same way that today's governments adopt modern medicine in order to protect their citizens from quack doctors. But in this case what was probably as important as the cure was the possibility of enriching society with citizens who were replacing the morbid quest for happiness with the selfless love of glorification (theosis) dedicated to the common good."[10]
12. ↑  "And, indeed, the Franks believed that the prophets and apostles did not see God himself, with possibly the exception of Moses and Paul. What the prophets and apostles allegedly did see and hear were phantasmic symbols of God, whose purpose was to pass on concepts about God to human reason. Whereas these symbols passed into and out of existence, the human nature of Christ is a permanent reality and the best conveyor of concepts about God."[11]
13. ↑  Romanides ideas have been very influential in the contemporary Greek Orthodox Churches, and are supported by men like Metropolitan Hierotheos (Vlachos) of Nafpaktos,[16][19] Thomas Hopko,[30] Professor George D. Metallinos[subnote 2] Nikolaos Loudovikos, Dumitru Stăniloae, Stanley S. Harakas and Archimandrite George, Abbot of the Holy Monastery of St. Gregorios of Mount Athos.[32]

## Комментарии
1. ↑  "To be travelling uphill to glorification on the vehicle of noetic prayer is the process of cure, and to reach glorification is the taste of the beginning of health and perfection. At the same time this glorification is the revelation of all truth by the Holy Spirit."[9]
2. ↑  We have a culture that creates saints, holy people. Our people's ideal is not to create wisemen. Nor was this the ideal of ancient Hellenic culture and civilization. Hellenic anthropocentric (human-centered) Humanism is transformed into Theanthropism (God-humanism) and its ideal is now the creation of Saints, Holy people who have reached the state of theosis (deification).[31]